# Zhang Xiaoyu (auteur)
Pour la célébrité internet chinoise, voir Zhang Xiaoyu.
Dans ce nom chinois, le nom de famille, Zhang, précède le nom personnel.
Zhang Xiaoyu (张晓雨, pinyin : Zhāng Xiǎoyǔ) est manhuajia chinois né le 28 avril 1975 à Anshun, province du Guizhou. Il écrit des manhua de science-fiction.

## Biographie
Zhang Xiaoyu  est né le 28 avril 1975 à Anshun, province du Guizhou. Son prénom signifie « pluie de l'aube ». Il est du signe du Lièvre. Il étudie les beaux-arts à l'École Technique des Arts de la province du Guizhou (贵州省艺术专科学校 Guìzhōu shěng yìshù zhuānkē xuéxiào), et commence à créer des bandes dessinées en 1995 alors qu'il étudie encore. Il travaille actuellement à Chengdu, province du Sichuan. Il est directeur artistique de la revue Le monde de la science-fiction (科幻世界 Kēhuàn shìjiè).

## Œuvres
Zhang Xiaoyu écrit et dessine ses ouvrages. Son style se rapproche de celui des mangas. Il est publié en France par Xiao Pan, Casterman, Glénat et Soleil.
Publication en français :
- Au fond du rêve (神圣的梦 Shénshèng de mèng), Xiao Pan, 2006[2]
- Le Clown (小丑 Xiǎochǒu), Casterman, 2007
- L'Envol (发明家乔正飞 Fāmíngjiā qiáo zhèng fēi), Xiao Pan, 2006[3]
- Sombre futur, Xiao Pan, 1999[4]
- Crusades, 3 tomes, en collaboration avec Izu et Alex Nikolavitch, Les Humanoïdes Associés, 2010-2012
- Les Chroniques De Légion, 4 tomes, en collaboration avec Fabien Nury, Mathieu Lauffray, Mario Alberti, Tirso et Éric Henninot, éditions Glénat, 2011-2012
- Le temple flottant (云中兰若 Yún zhōng lánrě), Editions Mosquito, 2013
- L'Autoroute Sauvage, en collaboration avec Matthieu Masmondet, Les Humanoïdes Associés, 2015.
- Le chant des grenouilles, publié dans Chine regards croisés.

## Sources
- (fr) Zhang Xiaoyu sur le site de Xiao Pan, éditeur en France
- (zh) Blog de Zhangxiaoyu (?)